# Hōdatsushimizu
Hōdatsushimizu (japanska: 宝達志水町?, Hōdatsushimizu-chō) är en landskommun (köping) i Ishikawa prefektur i Japan. 
Kommunen bildades 2005 genom en sammanslagning av kommunerna Oshimizu och Shio.